# Cefalo (mitologia)
Cefalo (in greco antico: Κέφαλος?, Kèphalos) è un personaggio della mitologia greca. Fu un principe della Focide ed è considerato l'eponimo del demo di Cefale e dell'isola di Cefalonia.

## Genealogia
Figlio di Deioneo e di Diomeda, sposò Procri che lo rese padre di Arcesio.

## Mitologia
Cefalo era un uomo di grande bellezza e questo fece innamorare la dea dell'aurora Eos che lo rapì mentre stava cacciando.

Cefalo non voleva tradire la sua sposa Procri, ma Eos insinuò nel giovane il dubbio che la stessa Procri era facile a tradirlo appena qualcuno le avesse fatto un regalo. Per avvalorare la sua tesi lo trasformò in un'altra persona, presentandosi sotto mentite spoglie alla moglie. Quando offrì a Procri un prezioso dono procuratogli dalla dea, la donna accettò le sue avances fino a che non si accorse di essere di fronte a suo marito e, per la vergogna, fuggì a Creta.

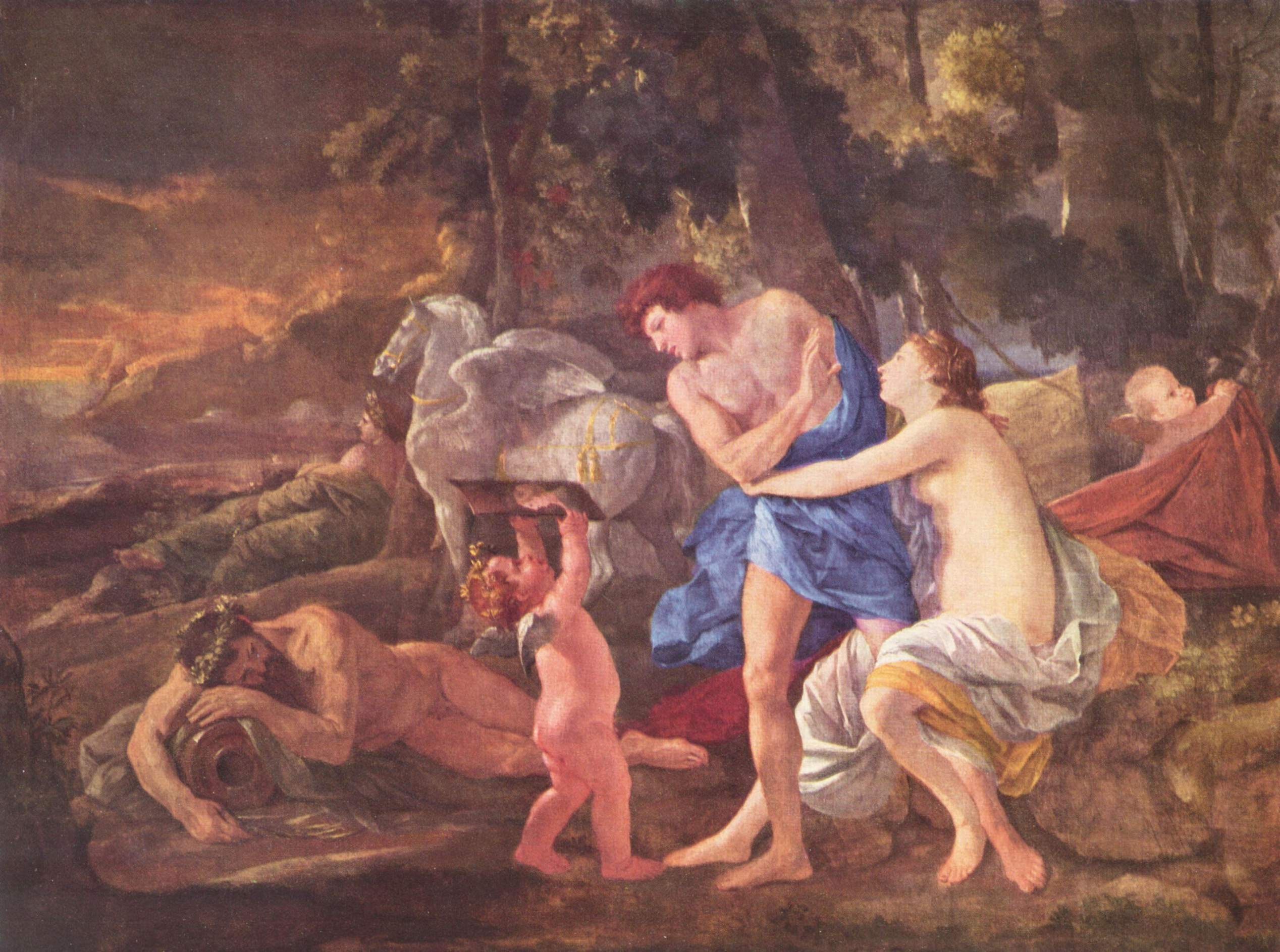
Cefalo ed Eos, di Nicolas Poussin (1630 circa; Londra, National Gallery).

A questa evidenza Cefalo abbandonò la moglie per cadere fra le braccia di Eos. Secondo Esiodo da questa unione nacque Fetonte, da non confondere con l'omonimo Fetonte, nato da Elios e Climene.
Procri in seguito tornò da Cefalo, e i due si riconciliarono andando a caccia insieme. Sfortuna volle però che Cefalo, pensando di mirare ad un animale nascosto tra i rami, colpì mortalmente Procri, e per quest'atto involontario fu condannato all'esilio. Giunse così a Tebe, dove regnava Anfitrione, che lo accolse e gli fece omaggio di un'isola che da allora venne chiamata Cefalonia.

Qui pare che un giorno, colto dal rimorso per la fine di sua moglie, si sia gettato in mare da una rupe.

## Altre versioni e discendenza
Versioni minori ne fanno il figlio di Erse e Ermes dicendo che fu rapito da Eos e che da lui ebbe il figlio Titoneo in Siria.

Igino nelle Fabulae scrive invece che Procri lo rese padre di Arcesio.
Una versione etrusca del mito, identifica Cefalo come un dio, nominato per l'appunto Dio Cefalo, re dei musici e del pescato fresco, il cui tempio si presumeva sorgere imponente fra le colline dell'attuale Toscana e gli abissi del mar Tirreno. Di notevole interesse, inoltre, i riti che gli adepti al sacro culto del Dio Cefalo praticavano in eventi comuni, spesso accompagnati da musica, bevande alcoliche e cibarie (fra le quali una sorta di tortell primordiali ripieni di carne di rabiro), secondo le fonti e le testimonianze riportate dai contemporanei.